# Schardenberg
Schardenberg ist eine Gemeinde in Oberösterreich im Bezirk Schärding  im Innviertel mit 2472 Einwohnern (Stand 1. Jänner 2024). Die Gemeinde liegt im Gerichtsbezirk Schärding. 2009 wurde Schardenberg von der Oberösterreichischen Landesregierung zur Marktgemeinde erhoben.

## Geografie
Schardenberg liegt auf 543 m Höhe im Innviertel und ist der Raumeinheit Sauwald zugeordnet. Die Ausdehnung beträgt von Nord nach Süd 8,4 km, von West nach Ost 9,2 km. Die Gesamtfläche beträgt 31,6 km². 28,8 % der Fläche sind bewaldet, 61,1 % der Fläche sind landwirtschaftlich genutzt. Auf dem Fronberg befindet sich der Sender Schardenberg, der vom ORF erbaut wurde.

### Gemeindegliederung
Das Gemeindegebiet umfasst folgende 14 Ortschaften (in Klammern Einwohnerzahl Stand 1. Jänner 2024):
- Achleiten (102) samt Pyret
- Asing (108) samt Dobling, Edt und Würm
- Bach (47)
- Dierthalling (42) samt Reitern
- Englhaming (30) samt Hamberg
- Fraunhof (75) samt Außerachleiten
- Gattern (312) samt Mayrhof, Ohrhalling und Unedt
- Grub (262) samt Aich, Dorf, Goldberg, Grub-Zerstreute Häuser, Huber-Siedlung und Krennbauer-Siedlung
- Ingling (166) samt Bergkeller, Ingling-Siedlung und Schwendt
- Lindenberg (89) samt Lindenberg-Zerstreute Häuser und Thaling
- Luck (84)
- Schardenberg (913) samt Berg, Buchet, Hueb, Kubing und Steinbrunn
- Schönbach (88) samt Kneiding und Schatzedt
- Winkl (154) samt Kugelbuchet, Neudorf, Schwendt und Wühr

Die Gemeinde besteht aus den Katastralgemeinden Asing, Fraunhof, Gattern, Lindenberg, Luck und Schardenberg.

### Nachbargemeinden
| Passau (DE, Bayern)         | Freinberg            |             |
| Neuburg am Inn (DE, Bayern) | Kompass              | Esternberg  |
| Wernstein Brunnenthal       | Rainbach im Innkreis | Münzkirchen |

## Geschichte
Seit Gründung des Herzogtums Bayern war das Gebiet um Schardenberg Teil des Herzogtums. 1084 erfolgt die erste Erwähnung von Schardenberg in den sog. Schardenberger Stiftungsbriefen.
Zur Zeit der frühen Kirchenorganisation im Mittelalter gehörte Schardenberg als Filiale zur Urpfarre St. Severin. 1182 wurde St. Severin mit dem für die Verwaltung der Innbrücke zuständigen „Innbruckamt“ dem St. Ägidien-Spital in der Innstadt inkorporiert. Das „Innbruckamt“ verwaltete seither auch die dem Spital inkorporierten Pfarren, die vom jeweiligen „Bruckpfarrer“ zu vergeben waren. Zu diesen zählten neben St. Severin mit Schardenberg und Wernstein auch St. Weihflorian, Kellberg, Hauzenberg, Kopfing, Münzkirchen und Tettenweis. Bald nach der Inkorporation von St. Severin wurde der Sitz dieser Pfarre in die Spitalskirche St. Ägidien/St. Gilgen verlegt, wo er bis 1653 verblieb. Seit 1785 ist Schardenberg eine eigenständige Pfarre.
Bis 1779 war Schardenberg unter bayerischer Landeshoheit, ehe es in jenem Jahr nach dem Frieden von Teschen zusammen mit den östlich des Inn gelegenen Gebieten des kurfürstlichen Rentamtes Burghausen, die bis dahin „Innbaiern“ geheißen hatten, als „Innviertel“ zu Österreich kam. Der Untere Inn, der bis dahin in erster Linie ein Handelsweg innerhalb Bayerns gewesen war, wurde damit zum Grenzfluss zwischen dem Kurfürstentum Bayern und Österreich ob der Enns. Während der Napoleonischen Kriege wieder kurz bei Bayern, gehört Schardenberg  seit 1816 (Vertrag von München) wieder zu Oberösterreich. Im Jahr 1900 gründete der Salvatorianer-Pater Elseus Gabelseder das Kloster Hamberg als Studienkolleg für Spätberufene. 1910 wird die neue Pfarrkirche eingeweiht.
Nach dem Anschluss Österreichs an das Deutsche Reich am 13. März 1938 gehörte der Ort zum Gau Oberdonau. Nach 1945 erfolgte die Wiederherstellung Oberösterreichs.

### Einwohnerentwicklung
Der starke Anstieg der Einwohnerzahl zwischen 1981 und 1991 erfolgte, da sowohl Geburtenbilanz (+133) als auch Wanderungsbilanz (+200) positiv waren. Im nächsten Jahrzehnt wurde die Wanderungsbilanz negativ (−339) und konnte durch die Geburtenbilanz (+110) nicht ausgeglichen werden, sodass die Bevölkerungszahl auf 2.384 Personen im Jahr 2001 sank.

## Kultur und Sehenswürdigkeiten

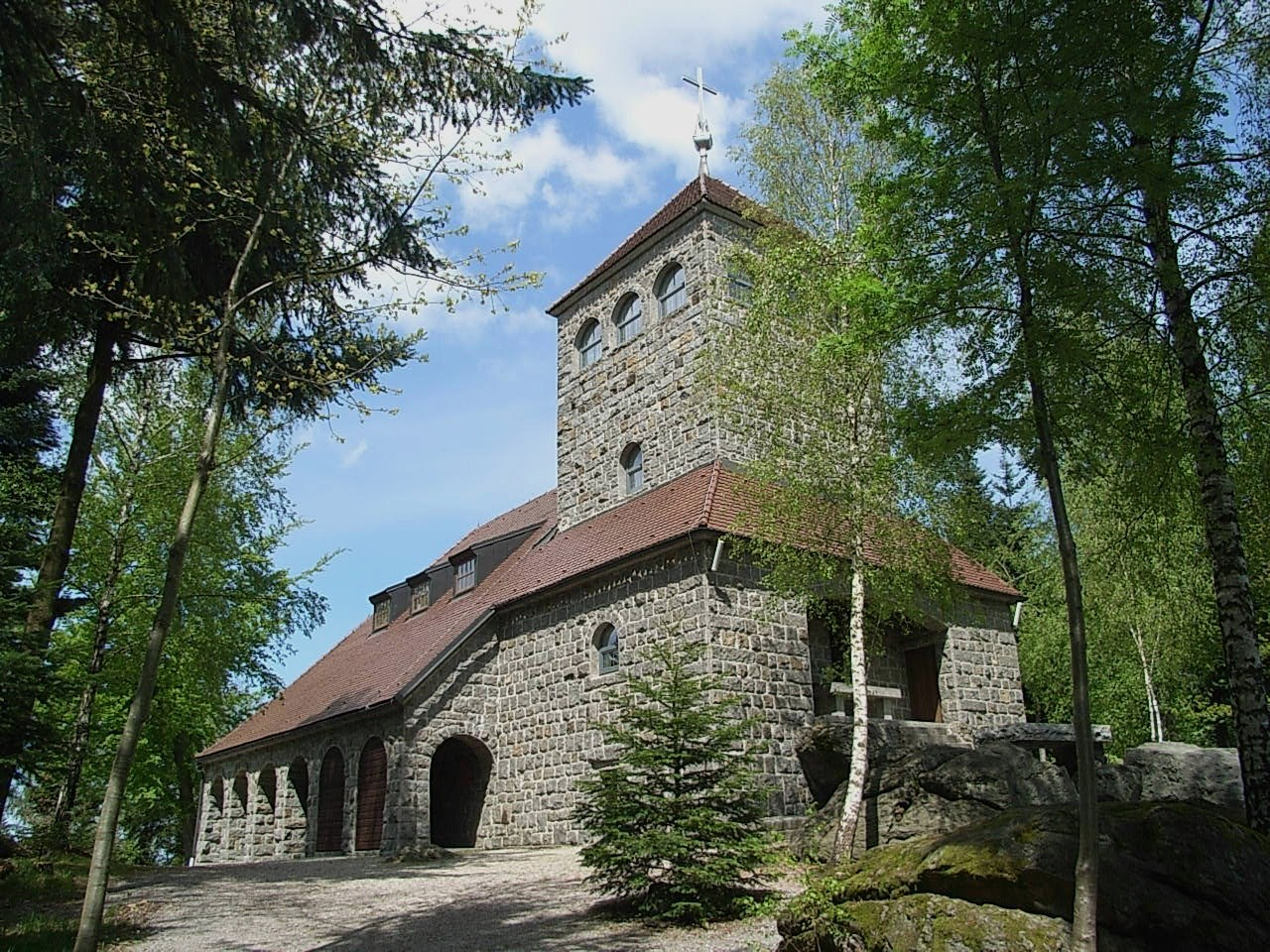
Fatimakapelle

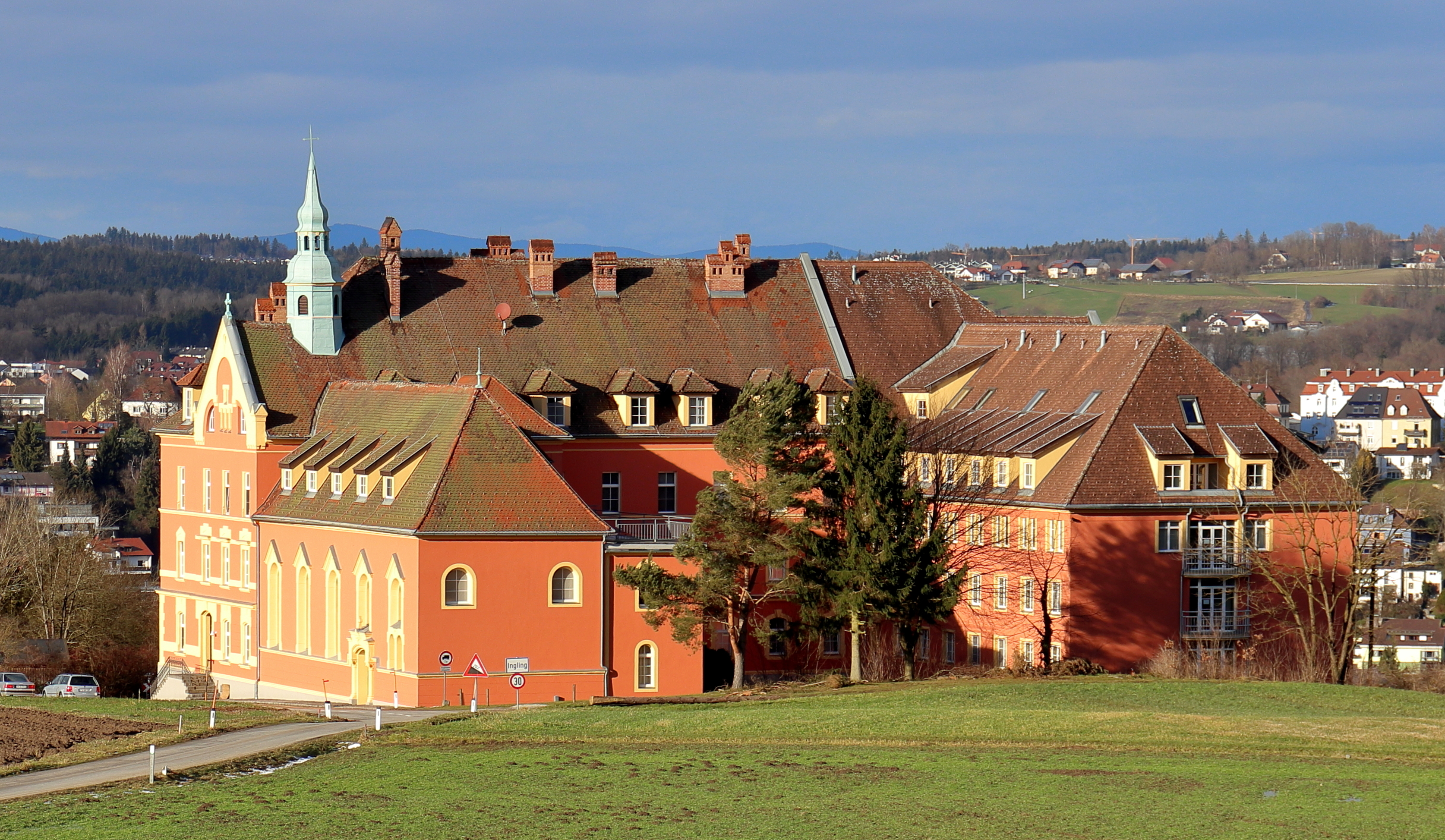
Ehemaliges Kloster Hamberg

- Aussichtsturm: Bereits 1886 wurde am Fronberg ein 30 Meter hoher Aussichtsturm aus Holz errichtet; dieser wurde 1931 durch einen steinernen Bau ersetzt.[7] Seit Anfang 2016 war der Turm geschlossen;[8] 2024 stürzte er samt Mobilfunksendeantennen ein.[9][10]
- Pfarrkirche Schardenberg: Die heutige Kirche, auch Innviertler Dom genannt, wurde 1908–1910 nach Plänen von Dombaumeister Matthäus Schlager anstelle eines abgerissenen Vorgängerbaus errichtet, von dem aber noch der barocke Turm von 1741 erhalten ist.
- Fatimakapelle: Im Fronwald – fünf Minuten von der Pfarrkirche entfernt – stand eine alte Kapelle, in der der hl. Petrus und die Büßerin Magdalena auf einer alten Kultstätte verehrt wurden. Der so genannte Heidenstein weist noch darauf hin. 1945 erfolgte eine Erneuerung und das Bild der Mutter Gottes rückte in den Mittelpunkt. Die Zahl der Pilger wuchs, 1949 erfolgte die Grundsteinlegung der heutigen Kapelle nach Plänen von Hans Foschum und 1951 die Einweihung des Heiligtums. Die Muttergottes-Statue stammt von derselben Künstlerhand wie das Original in Fatima, Portugal. An den 13. der Monate Mai bis Oktober werden die Fatimatage gefeiert und tausende Pilger kommen zum Heiligtum im Fronwald.
- In der Ortschaft Ingling, nahe der Grenze zu Bayern, steht das ehemalige Salvatorkloster Hamberg, heute eine Studentenwohnanlage für Studenten der Universität Passau.

## Wirtschaft und Infrastruktur

### Verkehr
Schardenberg wird im Ortsteil Gattern durch die Buslinie K1 der Verkehrsbetriebsgesellschaft Passau erreicht, welche dort an der Haltestelle „Mayrhof“ endet. Daneben wird Schardenberg von Regionalbussen des OÖVV angefahren.

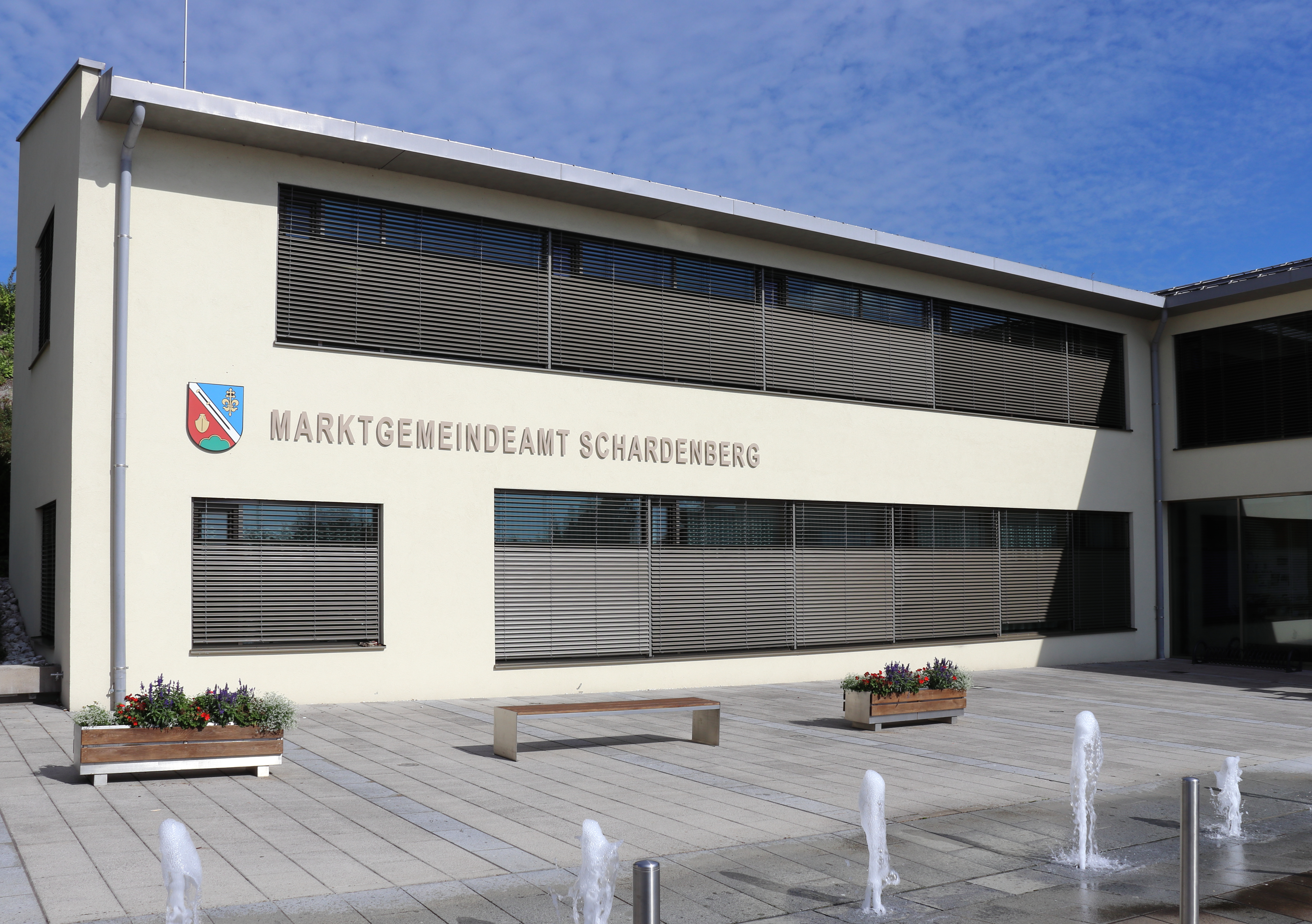
Gemeindeamt

## Politik

### Bürgermeister seit 1900
- 1900–1903: Matthias Glöckl
- 1903–1907: Josef Maier
- 1907–1912: Matthias Maier
- 1912–1919: Johann Kasbauer
- 1919–1929: Matthias Maier
- 1929–1938: Anton Himsl
- 1938–1939: Johann Breinbauer
- 1939–1945: Martin Auer
- 1945–1967: Josef Knonbauer
- 1967–1979: Georg Scharnböck
- 1979–1993: Johann Knonbauer
- 1993–2019: Josef Schachner
- seit 2020: Stefan Krennbauer

### Wappen
Blasonierung: Über grünem, von einer goldenen Leiste gesäumtem Dreiberg von Blau und Rot durch einen silbernen, mit einem schwarzen Pilgerstab mit goldenem Knauf und goldenem Ring belegten Balken schräg geteilt; oben eine goldene, heraldische Lilie, daraus wachsend ein goldenes Patriarchenhochkreuz mit Kleeblattenden, unten eine goldene, gestürzte Pflugschar. Die Gemeindefarben sind Blau-Weiß-Rot.

## Persönlichkeiten

### Ehrenbürger
- Karl Bachmair (* 1941),[14] Mundartdichter und ehemaliger Vizebürgermeister[15]
- Johann Knonbauer, Altbürgermeister[15]
- Johann Scharnböck, ehemaliger Amtsleiter[15]
- Gottfried Wenny[15]

### Söhne und Töchter der Stadt
- Sebastian Öhlinger (1785–1818), k.k. Hof-Organist
- Alois Beham (1916–1991), Arzt, Homöopath, Schriftsteller, Dichter, Bildhauer und Maler

### Mit der Gemeinde verbundene Persönlichkeiten
- Norbert Zeilberger (1969–2012), Organist, Cembalist, Pianist; hier bestattet.